# Isòtops del tecneci
El tecneci és un dels dos elements, dins dels 82 primers, que no té isòtops estables (de fet, és element amb el nombre atòmic més baix que és exclusivament radioactiu), l'altre element és el prometi. Els radioisòtops més estables del tecneci són el 98 Tc (període de semidesintegració: 4,2 milions d'anys), el 97  Tc (període de semidesintegració: 2, 6 milions d'anys) i el 99 Tc (període de semidesintegració: 211,1 milers d'anys).
S'han caracteritzat altres vint-i-dos radioisòtops amb masses atòmiques que abasten des de les 87,933 u (88Tc) fins a les 112,931 o (113Tc). La majoria dels seus períodes de semidesintegració són menors a una hora, les excepcions són el 93 Tc (període de semidesintegració: 2,75 hores), 94Tc (període de semidesintegració : 4,883 hores), 95 Tc (període de semidesintegració: 20 hores) i 96 Tc (període de semidesintegració: 4,28 dies).
El tecneci té també nombrosos metaestats. El 97m Tc és el més estable, amb un període de semidesintegració de 90,1 dies (0,097 eV). El segueix el 95m Tc (període de semidesintegració: 61 dies, 0,038 eV), l'99m Tc (període de 
semidesintegració: 6,01 dies, 0,143 eV). El 99m Tc només emet raigs gamma, desintegrant fins a 99 Tc.
Per als isòtops més lleugers que l'isòtop 98 Tc, el mode primari de desintegració és la captura electrònica, originant molibdè. Per als isòtops més pesats, el mode primari és l'emissió beta, originant ruteni, amb l'excepció del 100 Tc que pot desintegrar tant per emissió beta com per captura electrònica.
El 99 Tc és l'isòtop més comú i el més fàcil d'obtenir, ja que és producte majoritari de la fissió nuclear del 235U. Un gram de 99 Tc produeix 6,2 · 10 8 desintegracions per segon (és a dir 0,62 GBq · g -1).

## Estabilitat dels isòtops del tecneci
El tecneci i el prometi són elements lleugers poc convencionals, ja que no tenen isòtops estables. El perquè d'aquest fet és tot un repte. Usant el model de la gota líquida per als nuclis atòmics, es pot obtenir una fórmula semi-empírica per a l'energia d'enllaç d'un nucli. Aquesta fórmula prediu una "vall d'estabilitat beta" així com quins núclids no pateixen desintegració beta. Els núclids que sobrepassen les fronteres de la vall tendeixen a desintegrar-se amb emissió beta, dirigint-se cap al centre de la vall (emetent un electró, un positró, o capturant un electró). Per a un nombre fix de nucleons A, les energies d'enllaç estan descrites per una o més paràboles, amb el nuclear més estable en el fons. Hi pot haver més d'una paràbola perquè els isòtops amb un nombre parell de protons i un nombre parell de neutrons són més estable que els isòtops amb un nombre senar de neutrons i un nombre parell de protons. Una sola emissió beta transforma, per tant, un núclid d'un tipus en un núclid de l'altre tipus. Quan només hi ha una paràbola, només pot haver un isòtop estable. Quan hi ha dues paràboles, és a dir, quan el nombre de nucleons és parell, pot passar (rarament) que hi hagi un nucli estable amb un nombre senar de neutrons i un nombre senar de protons (encara que això només passa en quatre casos). Tanmateix, si això passa, no hi pot haver isòtops estables amb un nombre parell de neutrons i un nombre parell de protons.
Per al tecneci (Z = 43), la vall d'estabilitat beta està centrada al voltant dels 98 nucleons. No obstant això, per a cada nombre de nucleons des del 95 al 102, ja hi ha almenys un núclids estables tant per al molibdè (Z = 42) com per al ruteni (Z = 44). Per als isòtops amb nombre senar de nucleons, això immediatament impedeix la possibilitat d'un isòtop estable de tecneci, ja que només hi pot haver un núclid estable amb un nombre senar fix de nucleons. Per als isòtops amb un nombre parell de nucleons, ja que el tecneci té un nombre senar de protons, qualsevol isòtop ha de tenir també un nombre senar de neutrons. En aquest cas, la presència d'un núclids estable amb el mateix nombre de nucleons i un nombre parell de protons fa impossible que el nucli sigui estable.

## Taula
Els valors marcats amb # no estan derivats únicament de dades experimentals, sinó que en part es basen en tendències sistemàtiques. Els espins amb arguments d'assignació febles es troben entre parèntesis. Les incerteses es troben en forma concisa entre parèntesis després dels últims dígits corresponents. Els valors d'incertesa indiquen una desviació estàndard, tret de la composició isotòpica i la massa atòmica estàndard de la IUPAC, que utilitzen incerteses expandides.
| Símbol del núclid | Z(p)                | N(n)                | massa isotòpica(u)  | Període de semidesintegració | Espín nuclear | Composició isotòpics representativa (fracció molar) | Rang de variació natural (fracció molar) |
| Símbol del núclid | energia d'excitació | energia d'excitació | energia d'excitació | Període de semidesintegració | Espín nuclear | Composició isotòpics representativa (fracció molar) | Rang de variació natural (fracció molar) |
| ----------------- | ------------------- | ------------------- | ------------------- | ---------------------------- | ------------- | --------------------------------------------------- | ---------------------------------------- |
| 85Tc              | 43                  | 42                  | 84.94883(43)#       | <110 ns                      | 1/2-#         |                                                     |                                          |
| 86Tc              | 43                  | 43                  | 85.94288(32)#       | 55(6) ms                     | (0+)          |                                                     |                                          |
| 86mTc             | 1500(150) keV       | 1500(150) keV       | 1500(150) keV       | 1.11(21) µs                  | (5+,5-)       |                                                     |                                          |
| 87Tc              | 43                  | 44                  | 86.93653(32)#       | 2.18(16) s                   | 1/2-#         |                                                     |                                          |
| 87mTc             | 20(60)# keV         | 20(60)# keV         | 20(60)# keV         | 2# s                         | 9/2+#         |                                                     |                                          |
| 88Tc              | 43                  | 45                  | 87.93268(22)#       | 5.8(2) s                     | (2,3)         |                                                     |                                          |
| 88mTc             | 0(300)# keV         | 0(300)# keV         | 0(300)# keV         | 6.4(8) s                     | (6,7,8)       |                                                     |                                          |
| 89Tc              | 43                  | 46                  | 88.92717(22)#       | 12.8(9) s                    | (9/2+)        |                                                     |                                          |
| 89mTc             | 62.6(5) keV         | 62.6(5) keV         | 62.6(5) keV         | 12.9(8) s                    | (1/2-)        |                                                     |                                          |
| 90Tc              | 43                  | 47                  | 89.92356(26)        | 8.7(2) s                     | 1+            |                                                     |                                          |
| 90mTc             | 310(390) keV        | 310(390) keV        | 310(390) keV        | 49.2(4) s                    | (8+)          |                                                     |                                          |
| 91Tc              | 43                  | 48                  | 90.91843(22)        | 3.14(2) min                  | (9/2)+        |                                                     |                                          |
| 91mTc             | 139.3(3) keV        | 139.3(3) keV        | 139.3(3) keV        | 3.3(1) min                   | (1/2)-        |                                                     |                                          |
| 92Tc              | 43                  | 49                  | 91.915260(28)       | 4.25(15) min                 | (8)+          |                                                     |                                          |
| 92mTc             | 270.15(11) keV      | 270.15(11) keV      | 270.15(11) keV      | 1.03(7) µs                   | (4+)          |                                                     |                                          |
| 93Tc              | 43                  | 50                  | 92.910249(4)        | 2.75(5) h                    | 9/2+          |                                                     |                                          |
| 93m1Tc            | 391.84(8) keV       | 391.84(8) keV       | 391.84(8) keV       | 43.5(10) min                 | 1/2-          |                                                     |                                          |
| 93m2Tc            | 2185.16(15) keV     | 2185.16(15) keV     | 2185.16(15) keV     | 10.2(3) µs                   | (17/2)-       |                                                     |                                          |
| 94Tc              | 43                  | 51                  | 93.909657(5)        | 293(1) min                   | 7+            |                                                     |                                          |
| 94mTc             | 75.5(19) keV        | 75.5(19) keV        | 75.5(19) keV        | 52.0(10) min                 | (2)+          |                                                     |                                          |
| 95Tc              | 43                  | 52                  | 94.907657(6)        | 20.0(1) h                    | 9/2+          |                                                     |                                          |
| 95mTc             | 38.89(5) keV        | 38.89(5) keV        | 38.89(5) keV        | 61(2) d                      | 1/2-          |                                                     |                                          |
| 96Tc              | 43                  | 53                  | 95.907871(6)        | 4.28(7) d                    | 7+            |                                                     |                                          |
| 96mTc             | 34.28(7) keV        | 34.28(7) keV        | 34.28(7) keV        | 51.5(10) min                 | 4+            |                                                     |                                          |
| 97Tc              | 43                  | 54                  | 96.906365(5)        | 2.6E+6 a                     | 9/2+          |                                                     |                                          |
| 97mTc             | 96.56(6) keV        | 96.56(6) keV        | 96.56(6) keV        | 91.4(8) d                    | 1/2-          |                                                     |                                          |
| 98Tc              | 43                  | 55                  | 97.907216(4)        | 4.2(3)E+6 a                  | (6)+          |                                                     |                                          |
| 98mTc             | 90.76(16) keV       | 90.76(16) keV       | 90.76(16) keV       | 14.7(3) µs                   | (2)-          |                                                     |                                          |
| 99Tc              | 43                  | 56                  | 98.9062547(21)      | 2.111(12)E+5 a               | 9/2+          |                                                     |                                          |
| 99mTc             | 142.6832(11) keV    | 142.6832(11) keV    | 142.6832(11) keV    | 6.0058(12) h                 | 1/2-          |                                                     |                                          |
| 100Tc             | 43                  | 57                  | 99.9076578(24)      | 15.8(1) s                    | 1+            |                                                     |                                          |
| 100m1Tc           | 200.67(4) keV       | 200.67(4) keV       | 200.67(4) keV       | 8.32(14) µs                  | (4)+          |                                                     |                                          |
| 100m2Tc           | 243.96(4) keV       | 243.96(4) keV       | 243.96(4) keV       | 3.2(2) µs                    | (6)+          |                                                     |                                          |
| 101Tc             | 43                  | 58                  | 100.907315(26)      | 14.22(1) min                 | 9/2+          |                                                     |                                          |
| 101mTc            | 207.53(4) keV       | 207.53(4) keV       | 207.53(4) keV       | 636(8) µs                    | 1/2-          |                                                     |                                          |
| 102Tc             | 43                  | 59                  | 101.909215(10)      | 5.28(15) s                   | 1+            |                                                     |                                          |
| 102mTc            | 20(10) keV          | 20(10) keV          | 20(10) keV          | 4.35(7) min                  | (4,5)         |                                                     |                                          |
| 103Tc             | 43                  | 60                  | 102.909181(11)      | 54.2(8) s                    | 5/2+          |                                                     |                                          |
| 104Tc             | 43                  | 61                  | 103.91145(5)        | 18.3(3) min                  | (3+)#         |                                                     |                                          |
| 104m1Tc           | 69.7(2) keV         | 69.7(2) keV         | 69.7(2) keV         | 3.5(3) µs                    | 2(+)          |                                                     |                                          |
| 104m2Tc           | 106.1(3) keV        | 106.1(3) keV        | 106.1(3) keV        | 0.40(2) µs                   | (+)           |                                                     |                                          |
| 105Tc             | 43                  | 62                  | 104.91166(6)        | 7.6(1) min                   | (3/2-)        |                                                     |                                          |
| 106Tc             | 43                  | 63                  | 105.914358(14)      | 35.6(6) s                    | (1,2)         |                                                     |                                          |
| 107Tc             | 43                  | 64                  | 106.91508(16)       | 21.2(2) s                    | (3/2-)        |                                                     |                                          |
| 107mTc            | 65.7(10) keV        | 65.7(10) keV        | 65.7(10) keV        | 184(3) ns                    | (5/2-)        |                                                     |                                          |
| 108Tc             | 43                  | 65                  | 107.91846(14)       | 5.17(7) s                    | (2)+          |                                                     |                                          |
| 109Tc             | 43                  | 66                  | 108.91998(10)       | 860(40) ms                   | 3/2-#         |                                                     |                                          |
| 110Tc             | 43                  | 67                  | 109.92382(8)        | 0.92(3) s                    | (2+)          |                                                     |                                          |
| 111Tc             | 43                  | 68                  | 110.92569(12)       | 290(20) ms                   | 3/2-#         |                                                     |                                          |
| 112Tc             | 43                  | 69                  | 111.92915(13)       | 290(20) ms                   | 2+#           |                                                     |                                          |
| 113Tc             | 43                  | 70                  | 112.93159(32)#      | 170(20) ms                   | 3/2-#         |                                                     |                                          |
| 114Tc             | 43                  | 71                  | 113.93588(64)#      | 150(30) ms                   | 2+#           |                                                     |                                          |
| 115Tc             | 43                  | 72                  | 114.93869(75)#      | 100# ms [>300 ns]            | 3/2-#         |                                                     |                                          |
| 116Tc             | 43                  | 73                  | 115.94337(75)#      | 90# ms [>300 ns]             | 2+#           |                                                     |                                          |
| 117Tc             | 43                  | 74                  | 116.94648(75)#      | 40# ms [>300 ns]             | 3/2-#         |                                                     |                                          |
| 118Tc             | 43                  | 75                  | 117.95148(97)#      | 30# ms [>300 ns]             | 2+#           |                                                     |                                          |